# Hans Joachim Fröhlich (Forstwissenschaftler)
Hans Joachim Fröhlich, auch Hans-Joachim Fröhlich (* 16. Dezember 1923 in Gelnhausen; † 20. Dezember 2008) war ein deutscher Forstwissenschaftler und Naturschützer. Er war von 1968 bis 1988 Leiter der Hessischen Landesforstverwaltung. Einer breiten Öffentlichkeit ist er vor allem durch seinen Einsatz für den Erhalt markanter Altbäume bekannt geworden. Diesem Ziel diente auch seine Mitwirkung an der Einrichtung der 2500 Kilometer langen Deutschen Alleenstraße von der Insel Rügen bis zur Bodenseeinsel Reichenau.

## Leben und Wirken
Hans Joachim Fröhlich wurde im Gelnhäuser Stadtteil Meerholz geboren. Nach dem Besuch des Gymnasiums in Büdingen wurde er Soldat und meldete sich als Freiwilliger zur Kriegsmarine, wo er es bis zum Marineoffizier brachte. Erst nach dem Ende des Zweiten Weltkriegs konnte er sein Forststudium an der Forstlichen Fakultät der Universität Göttingen in Hannoversch Münden beginnen, das er 1950 abschloss. Zu jener Zeit wurde Fröhlich Mitglied der Forstakademischen Gesellschaft Freia. 1952 legte er am Ende seines Referendariats in der Hessischen Landesforstverwaltung die Große Forstliche Staatsprüfung in Wiesbaden ab.
Nach kurzer Tätigkeit als Forsteinrichter und Standortskartierer in Hessen wurde er wissenschaftlicher Assistent am Forstbotanischen Institut der Forstfakultät in Hannoversch Münden, wo er 1955 über die Möglichkeiten autovegetativer Vermehrung heimischer Gehölze zum Doktor der Forstwissenschaften (Dr. forest.) promovierte. Nach einer kurzen Revierassistentenzeit am Lehrforstamt Gahrenberg übertrug ihm die Hessische Landesforstverwaltung den Aufbau einer Züchtungsstation. Trotz zahlreicher Widerstände und finanzieller Engpässe entwickelte sich daraus 1961 das Hessische Institut für Forstpflanzenzüchtung, eine in den Folgejahren vielseitig tätige Einrichtung, weltweit bekannt und anerkannt. Hinzu kam dann noch das 1962 nach Hann. Münden verlegte Forschungsinstitut für Pappelwirtschaft. Fröhlich leitete beide Institute.
Parallel dazu absolvierte Fröhlich von 1961 bis 1963 noch ein Zusatzstudium in Genetik, Botanik und organischer Chemie, unternahm Studienreisen ins Ausland und betreute nebenher ein kleines Privatwaldrevier. 1967 habilitierte er sich an der Staatswissenschaftlichen Fakultät der Universität München und erhielt die Lehrbefugnis für das gesamte Gebiet der Forstwissenschaft. Zudem ernannte ihn die Universität München 1974 zum Honorarprofessor.
Als Landesforstmeister wurde Hans Joachim Fröhlich 1968 Leiter der Hessischen Landesforstverwaltung, eine Funktion, die er 20 Jahre lang innehatte. In dieser Zeit führte er die Abteilung „Forsten und Naturschutz“ im Ministerium für Landwirtschaft und Forsten in Wiesbaden, wo er seitdem auch wohnte. Es gelang ihm, Forstwirtschaft, Jagd und Naturschutz in seiner Verwaltung zusammenzuhalten und organisatorisch durch eigenständige Mittelinstanzen zu stärken. Maßgeblich hat er die Verwirklichung des Hessischen Waldgesetzes und die Verabschiedung eines Hessischen Landeswaldprogramms im Jahr 1982 zu Wege gebracht. Dadurch erhielten Wald und Forstwirtschaft im Hessischen Landesplanungsgesetz einen entsprechenden fachplanerischen Rang innerhalb der Raumordnung. Dies gelang ihm vor allem auch deshalb, weil er neben aller fachlichen Kompetenz seine Talente als gewiefter Taktiker und Meister der Öffentlichkeitsarbeit einsetzte.
1974 übernahm Fröhlich für anderthalb Jahrzehnte den Vorstandsvorsitz im Kuratorium für Waldarbeit und Forsttechnik (KWF). Während seiner Amtszeit baute Fröhlich diese Gemeinschaftseinrichtung der deutschen Forstwirtschaft zielgerichtet aus und machte sie zu einem Motor der Forsttechnikentwicklung. Die alle vier Jahre abgehaltenen KWF-Tagungen entwickelten sich unter seiner Leitung zu einer umfassenden Plattform der Branche und hatten in Verbindung mit ihrer Forstmaschinen- und Neuheitenschau europaweite Bedeutung. Von Fröhlich gingen dabei wichtige Impulse zur Weiterentwicklung der Forsttechnik, der Arbeitsmethoden und des Prüfwesens sowie zu der innerhalb der Forstwirtschaft höchst bedeutenden Unfallverhütung aus. Er hatte frühzeitig erkannt, dass die deutsche Forstwirtschaft ökonomisch nur eine Überlebenschance hatte, indem sie ihre Arbeitsproduktivität steigerte, gleichzeitig aber einen tragbaren Kompromiss zwischen waldbaulichen Zielen und der unerlässlichen Mechanisierung fand.
Daneben führten ihn Entwicklungshilfeprojekte rund um den Erdball. Auch die forstlichen Verwendungsmöglichkeiten der Pappel-Arten, eines seiner Spezialgebiete, beschäftigten ihn weiterhin. Fröhlich verfasste hunderte von wissenschaftlichen und sonstigen Veröffentlichungen, darunter auch eine Reihe von Büchern. Stets bestrebt, alles für die Erhaltung und Förderung des Waldes zu tun, war er auch viele Jahre stellvertretender Präsident der Schutzgemeinschaft Deutscher Wald (SDW).
Eine weitere Lebensaufgabe fand Hans Joachim Fröhlich nach seinem Ausscheiden aus dem aktiven Dienst (1988) im Einsatz für den Erhalt prägender Baumpersönlichkeiten. Er war Initiator des Kuratoriums Alte liebenswerte Bäume in Deutschland e. V., heute Kulturgut Baum e. V., gegründet am 7. Februar 1988. Fröhlich begann dann damit, die alten und markanten Bäume Deutschlands systematisch zu kartieren und zu katalogisieren. Das Ergebnis war die Buchreihe „Wege zu alten Bäumen“, die 1990 mit Hessen und Bayern begann und in den folgenden Jahren auch die übrigen Bundesländer erschloss. Im Zuge ihrer Kartierungen erfassten Fröhlich und seine Mitstreiter auf diese Weise mehr als 3500 markante Bäume. Die von Fröhlich in der Buchreihe erfassten Bäume werden in Baumkunde.de, einer Online-Datenbank für Bäume und Sträucher, weitergeführt. Eine Auswahl von Geschichten rund um diese Baumriesen wurden einer breiten Öffentlichkeit auch in dem Bildband Alte liebenswerte Bäume in Deutschland sowie in Fernseh- und Rundfunksendungen vorgestellt. Bereits ab 1987 schlug sich dieses Engagement auch künstlerisch nieder. Unter Fröhlichs fachlicher Beratung entstand die von Ernst Wetteroth gestaltete achtteilige Sammelteller-Reihe Uralte Riesen.

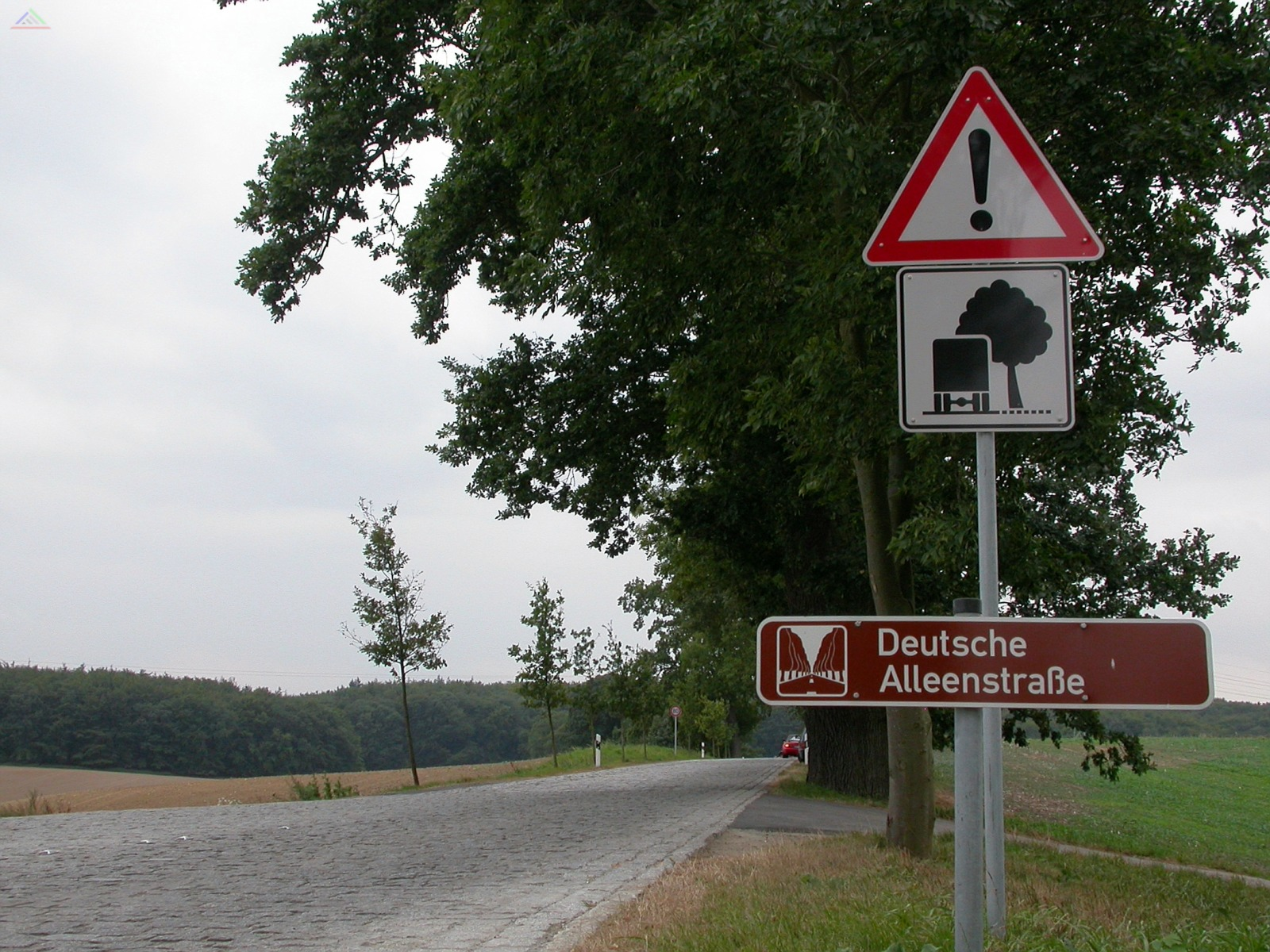
Die Deutsche Alleenstraße beginnt auf Rügen

Auch die Wiedervereinigung rief Fröhlich auf den Plan. Denn durch den rasant vorangetriebenen Ausbau der Infrastruktur in den neuen Bundesländern waren die im Osten noch zahlreich vorhandenen Alleen bedroht. Es ist maßgeblich Fröhlichs Verdienst, dass sie erhalten wurden. Dies gelang in enger Zusammenarbeit mit dem ADAC, dem Deutschen Tourismusverband und der Schutzgemeinschaft Deutscher Wald (SDW). Fröhlichs Initiative im Rahmen der Arbeitsgemeinschaft „Deutsche Alleenstraße“ führte schließlich zur Ausweisung der mit insgesamt rund 2500 Kilometer längsten Ferienstraße Deutschlands. Sie erstreckt sich von der Insel Rügen bis hin zur Bodenseeinsel Reichenau.
Erneut war Fröhlich eine der treibenden Kräfte, als das Kuratorium Alte liebenswerte Bäume in Deutschland und die Deutsche Stiftung Denkmalschutz unter ihrem Vorsitzenden Gottfried Kiesow im Jahr 2003 eine engere Zusammenarbeit vereinbarten. Seither tritt auch die Denkmalschutz-Stiftung, deren Kuratoriumsmitglied Fröhlich war, verstärkt für die Pflege und Förderung herausragender Baumgestalten ein. Dies bedeutete auch eine Abkehr von der bisherigen Baumpflege, die vorrangig auf Kronen- und Astschnitte setzt. Fröhlich und das Kuratorium hingegen favorisierten neue Methoden zur Vitalisierung von Bäumen, die in Zusammenarbeit mit Universitätsinstituten und Baumspezialisten entwickelt und erprobt wurden. Im Mittelpunkt steht dabei eine Verbesserung des Bodens, was vor allem durch Anreicherungen der Mykorrhizafloren im Wurzelbereich gewährleistet werden soll.
Landesforstmeister a. D. Hans Joachim Fröhlich starb wenige Tage nach seinem 85. Geburtstag am 20. Dezember 2008.

## Ehrungen
- 1990 – Bundesverdienstkreuz I. Klasse
- 2002 – Ehrenzeichen der Arbeitsgemeinschaft „Deutsche Alleenstraße“
- Ehrenvorstandsmitglied der Schutzgemeinschaft Deutscher Wald (SDW)
- Ehrenmitglied des Kuratoriums für Waldarbeit und Forsttechnik (KWF)

## Schriften (Auswahl)

### Wissenschaftliche Veröffentlichungen
- Untersuchungen über die autovegetative Vermehrung unserer Holzarten nach Anwendung von Wuchsstoffen, Dissertation, Hannoversch Münden 1955
- mit Reinhard Schober: Der Gahrenberger Lärchen-Provenienzversuch. Eine biologisch-ertragskundliche Untersuchung und methodische Studie, Schriftenreihe der Forstlichen Fakultät der Universität Göttingen und Mitteilungen der Niedersächsischen Forstlichen Versuchsanstalt (Band 37/38), Sauerländer, Frankfurt am Main 1967
- mit Wilfrid Grosscurth: Züchtung, Anbau und Leistung der Pappeln, Mitteilungen der Hessischen Landesforstverwaltung (Band 10), Sauerländer, Frankfurt am Main 1973, ISBN 3-7939-0250-1

### Populärwissenschaftliche Veröffentlichungen
- Wege zu alten Bäumen, WDV Wirtschaftsdienst, Frankfurt am Main, verschiedene Bände:
  - Band 1: Hessen (1990), ISBN 3-926181-06-0
  - Band 2: Bayern (1990), ISBN 3-926181-09-5
  - Band 3: Rheinland-Pfalz und Saarland (1991), ISBN 3-926181-16-8
  - Band 4: Nordrhein-Westfalen (1992), ISBN 3-926181-18-4
  - Band 5: Niedersachsen (1993), ISBN 3-926181-20-6
  - Band 6: Schleswig-Holstein, Hamburg und Bremen (1994), ISBN 3-926181-21-4
  - Band 7: Sachsen-Anhalt (1994), ISBN 3-926181-19-2
  - Band 8: Brandenburg (1994), ISBN 3-926181-22-2
  - Band 9: Mecklenburg-Vorpommern (1994), ISBN 3-926181-23-0
  - Band 10: Thüringen (1994), ISBN 3-926181-24-9
  - Band 11: Sachsen (1994), ISBN 3-926181-25-7
  - Band 12: Baden-Württemberg (1995), ISBN 3-926181-26-5
- Zauber der Alleen, Societäts-Verlag, Frankfurt am Main 1996, ISBN 3-7973-0593-1
- Alte liebenswerte Bäume in Deutschland, Cornelia Ahlering, Buchholz 2000, ISBN 3-926600-05-5

### Veröffentlichungen als Herausgeber
- Wildbiologische Forschungen und Beobachtungen, Mitteilungen der Hessischen Landesforstverwaltung (Band 18), Sauerländer, Frankfurt am Main 1983, ISBN 3-7939-0610-8
- Vitalisierung von Bäumen, Monumente-Publikationen der Deutschen Stiftung Denkmalschutz, Bonn 2005, ISBN 3-936942-49-8

Daneben war Fröhlich auch an den von Kurt G. Blüchel aufwändig konzipierten und herausgegebenen Werken Zauber der Jagd. Meisterwerke der Jagdliteratur, Jagdmalerei und Naturfotografie (München 1983, ISBN 3-923723-01-6; Sonderausgabe später unter ISBN 3-89836-123-3) und dem in Zusammenarbeit mit der Schutzgemeinschaft Deutscher Wald e. V. veröffentlichten Tropischer Regenwald – der Garten Eden darf nicht sterben (München o. J., ca. 1992) beteiligt.